# Бройлер

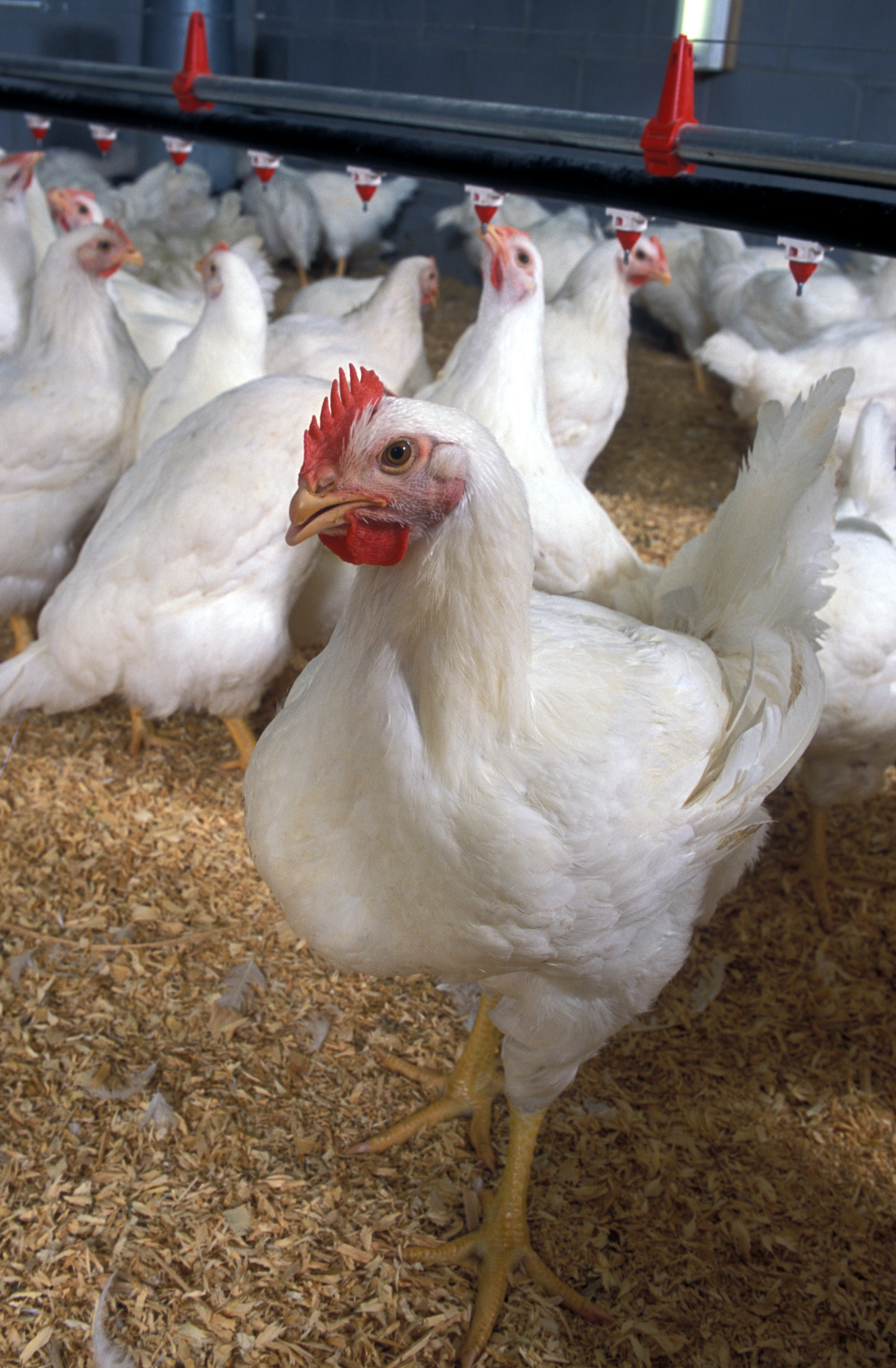
Выращивание мясных пород кур в промышленных условиях (США)

Бро́йлер — скороспелый гибрид мясных кур, других видов домашних птиц или кроликов, полученный путём межпородного скрещивания (гетерозис).

## Описание
В зависимости от вида животных используются различные весовые и возрастные ограничения на такой молодняк, например:
- для кур — цыплята в возрасте до 7 недель, вес составляет до 4,7 кг, среднестатистическая масса цыплёнка-бройлера составляет 3 кг[1];
- для уток — в возрасте до 8 недель;
- для гусей — в возрасте до 12 недель;
- для цесарок — в возрасте до 12 недель;
- для кроликов — 3—8 месяцев в зависимости от породы и сопутствующих ценностей (шкура, мех, пух); вес составляет до 2,5—6,5 кг.

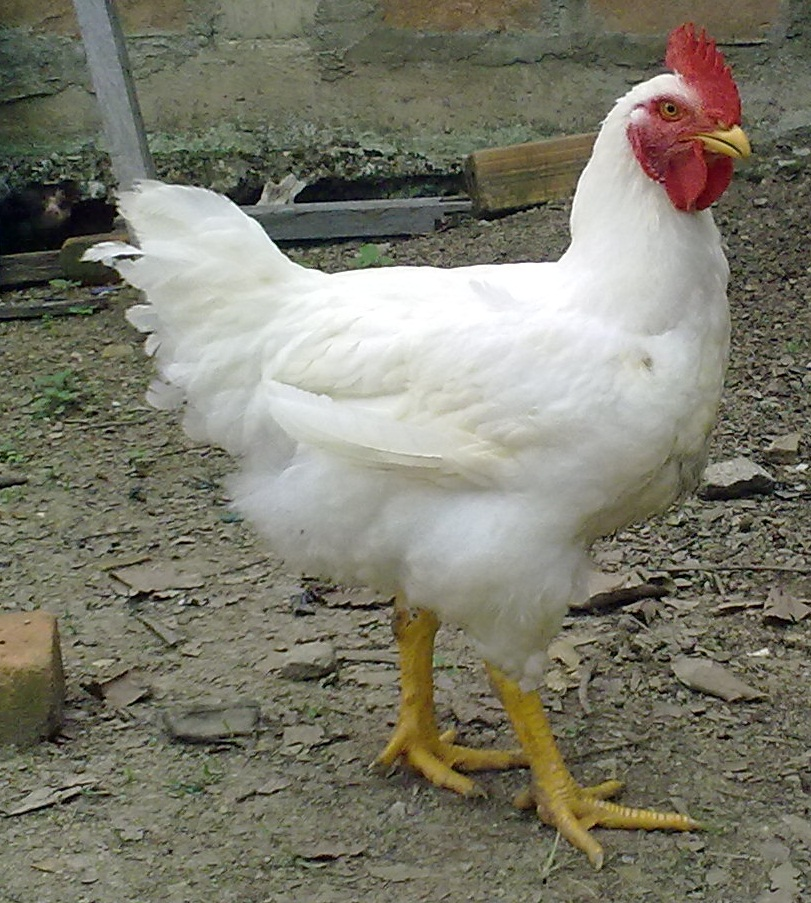
Бройлерная курица на личном подворье в Эквадоре

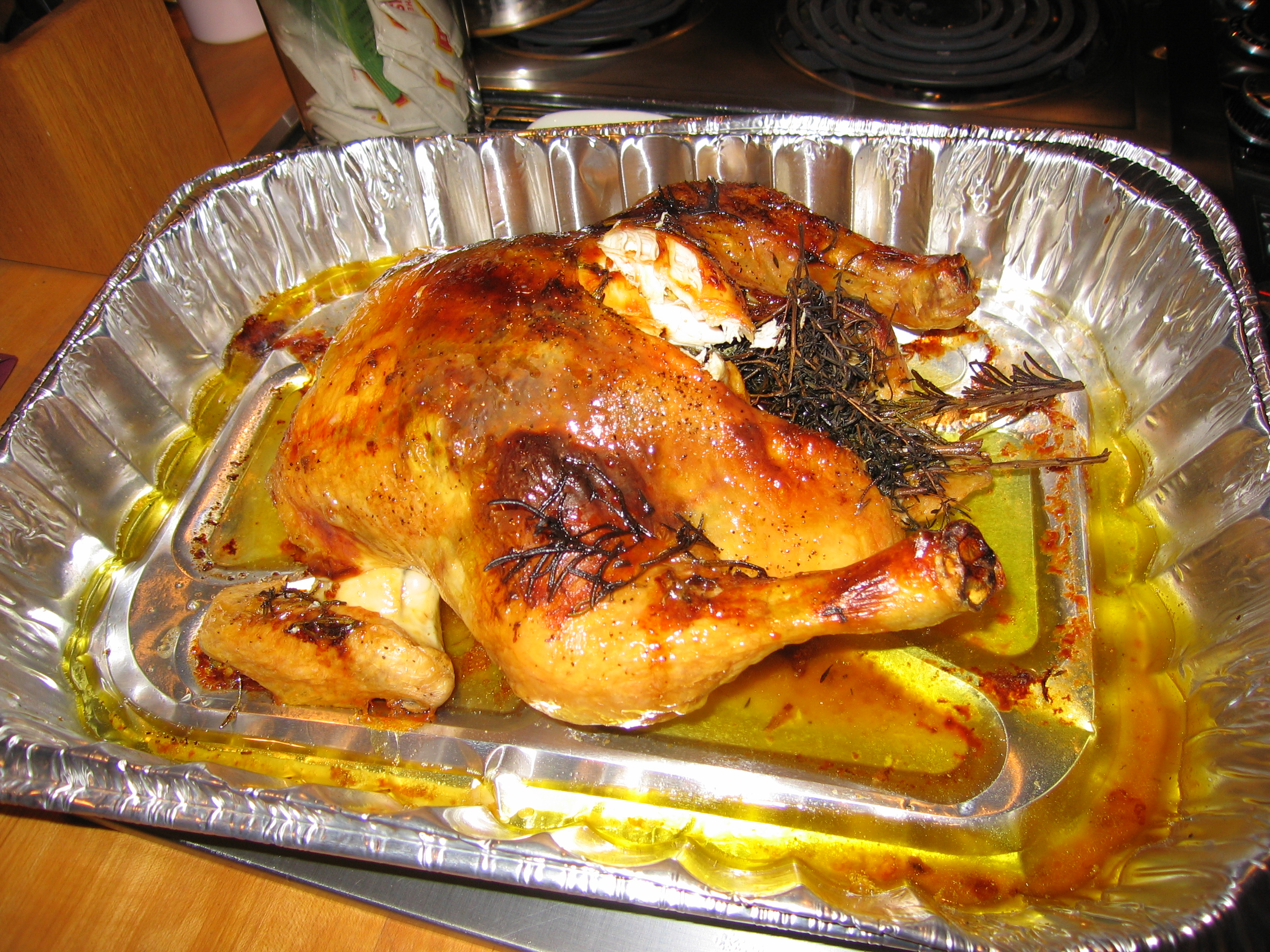
Жареный -бройлер

Данные рамки не являются жёсткими и могут меняться в зависимости от страны, региона или просто со временем.
Мясо бройлеров чаще всего используют для жарки и для приготовления бульона.

## Скрещивания
Для производства бройлеров используют, как правило, мясные и мясояичные породы животных или мясные линии этих пород. При этом в межпородных (межлинейных) скрещиваниях (кроссах) вследствие гетерозиса достигается повышенная масса бройлеров.
Цыплёнок-бройлер — финальный гибрид, полученный в результате скрещивания нескольких линий разных пород кур (мясных родительских форм), проверенных на сочетаемость. Первоначально для такого скрещивания использовали породы корниш (в качестве отцовской формы) и белый плимутрок (в качестве материнской формы). Подобная практика применялась с 1930-х годов и стала доминирующей в 1960-е годы. Впоследствии в селекционные программы племенных компаний стали также включать такие мясные породы, как бойцовый корниш, нью-гемпшир, лангшан, джерсейский чёрный гигант и брама.

## Генетика
При производстве бройлерных цыплят важным требованием к товарным качествам их тушек является отсутствие тёмных перьев и тёмной кожи, в связи с чем в генотипах родительских форм используют гены рецессивной белой окраски оперения (классический символ c; ген тирозиназы TYR) и жёлтой кожи (классический символ w; ген β-каротин-9',10'-диоксигеназы BCDO2). Аллель последнего, как предполагается, мог быть привнесён в геном домашних кур от серой джунглевой курицы.
Ещё одним важным моментом в бройлерном производстве является возможность сексирования цыплят в суточном возрасте, что позволяет достигать дополнительной экономической выгоды за счёт раздельного по полу выращивания и кормления петушков и курочек. Для этого применяется колорсексинг (colour sexing) — вариант аутосексинга, то есть способ сортировки цыплят по полу на основе генетически обусловленных различий в окраске их пуха. С этой же целью можно использовать федерсексинг (feather sexing), при котором аутосексные петушки и курочки отличаются друг от друга по скорости роста зачатков маховых перьев, что обусловлено наличием у них различных аллелей сцепленного с полом локуса оперяемости K.
С публикацией в 2004 году полной геномной последовательности курицы бройлерная промышленность приблизилась ещё на один шаг к внедрению геномных технологий в племенные программы. Крупнейшие племенные птицеводческие компании делают большие инвестиции в геномные исследования. Одним из направлений генетического улучшения родительских стад бройлеров являются поиск и использование кандидатных генов, контролирующих репродуктивные качества племенной птицы.